# Karl-Heinz Koczorek
Karl-Heinz Renatus Michael Koczorek (* 9. Mai 1927 in Breslau; † 22. Juni 2011 in Neuried (bei München)) war ein deutscher Mediziner. Er lehrte am Klinikum der Universität München.

## Schriften
- Klinische Anwendung der Aldosteron-Antagonisten, Thieme Stuttgart 1962, zusammen mit Friedrich Krück
- Papierchromatographische Untersuchungen zum Nachweis von Progesteron, Marburg 1955